# Er Rahad
Ar-Rahad (en árabe: ٱلـرَّهَـد, "El Santuario del Agua") es una ciudad situada en el estado de Kordofán del Norte, Sudán, a una altitud de 490 metros sobre el nivel del mar. Dista unos 379 kilómetros de la capital, Jartum. Es una importante estación ferroviaria que une Sudán Oriental y Central con Occidente, además de ser un mercado de cultivos, especialmente hibisco, y de ganado, así como un centro urbano para los pastores nómadas de la región. Es el segundo recurso local más importante de Kordofán del Norte, después de la localidad de Shikan.

## Historia
La región tuvo un movimiento de resistencia contra el dominio turco-egipcio durante la revolución de Mahdia dirigido por el jeque Mana Ismail Abu al-Batul, uno de los líderes de la tribu Juma'a, que ocupó el centro de los titanes antes de trasladarse a la ciudad de Bara y derrotar su protección y ocupación militar y cortar las rutas de suministro de Jartum a Kordofán. Ciudad Blanca del Mahdi en 1883. Al-Rahad también acogió a algunos partidarios de la revolución y sus muyahidines, entre ellos Sharif Yusuf al-Hindi, martirizado en la batalla de Sheikan antes de la caída de El-Obeid. Hoy existe un santuario en la ciudad de Al-Rahad.

## Topografía
Al-Rahad tiene un clima tropical caracterizado por veranos cálidos e inviernos suaves, con una temperatura máxima de abril a junio, de 36 °C (97 °F) de media, mientras que la temperatura desciende significativamente en noviembre y diciembre hasta registrar 15 y 19 °C (59 y 66 °F), respectivamente. Las lluvias caen en verano, con la máxima en junio, 134 mm de media, julio 128 mm en agosto y una media de 67 mm.

## Ubicación
La ciudad de Al-Rahd está situada entre las líneas de longitud 30,18 y 31,21 y las latitudes 12,45 y 13,42, en la parte meridional del estado de Kordofán del Norte. Limita al sur con el estado de Kordofán del Sur, al este y al norte con Umm Rawaba y al oeste con Shikan. Hay un río llamado Rahad.